# SV Gelsenkirchen-Hessler
SV Gelsenkirchen-Hessler is een Duitse voetbalclub uit Heßler, een stadsdeel van Gelsenkirchen, Noordrijn-Westfalen.

## Geschiedenis
De club werd opgericht in 1906 als SV Heßler 06. De club begon in 1907/08 in de derde klasse van de Markse competitie. De club werd meteen groepswinnaar en versloeg in de eindronde FC Preußen Münster en het tweede elftal van BV 04 Dortmund en werd kampioen. Het volgende seizoen in de tweede klasse werd de club opnieuw groepswinnaar en eindigde in de eindronde gedeeld eerste met het eveneens gepromoveerde Preußen Münster. Er kwam een beslissende wedstrijd, die Preußen met zware 6-0 cijfers won en zo de tweede opéénvolgende promotie afdwong.
In 1922 wijzigde de club de naam in SV 06 Gelsenkirchen. In 1927 splitsten de handballers en turners zich van de club af en richtten TV Gelsenkirchen-Heßler op. In juli 1934 fuseerde de club met de arbeidersclub van de fabriek Zeche Wilhelmine Victoria en werd zo WSV Wilhelmine-Viktoria 06 Gelsenkirchen. In 1945 fuseerde de club met de turnclub en werd zo TSV Gelsenkirchen-Heßler. In 1949 splitsten deze opnieuw en nam de club de naam SV 06 Gelsenkirchen aan. 
In 1947 promoveerde de club naar de Bezirksliga en werd vijf jaar later kampioen waardoor ze promoveerden naar de Landesliga, de toenmalige hoogste amateurklasse. Na één seizoen degradeerde de club echter. In 1967 degradeerde de club verder naar de Kreisliga. De club kon pas in 1979 terugkeren naar de Bezirksliga en twee jaar later naar de Landesliga. Na nieuwe degradaties in 1989 en 1994 belandde de club terug in de Kresiliga. De club speelde nog in de Bezirksliga tussen 1999 en 2008 en in het seizoen 2012/13. In 2020 kon de club opnieuw promotie afdwingen. 